# Bonlieu-sur-Roubion
Bonlieu-sur-Roubion este o comună în departamentul Drôme din sud-estul Franței. În 2009 avea o populație de 376 de locuitori.

## Evoluția populației
| An        | 1975 | 1982 | 1990 | 1999 | 2006 | 2009 |
| --------- | ---- | ---- | ---- | ---- | ---- | ---- |
| Populație | 144  | 221  | 286  | 378  | 384  | 376  |